# Эспарцет Майорова
Эспарцет Майорова (лат. Onobrýchis majorovii) — многолетние травянистое растение, вид рода Эспарцет. 

## Ботаническое описание
Травянистый многолетник 40–60 см высотой. Стебли рыхло-ветвистые слабопушистые. Прилистники ланцетные, свободные.
Листья 6–8 парные. Листочки нижних листьев тупые, средних — яйцевидно-ланцетные или продолговато-ланцетные, кверху суженные, острые, 16–24 мм длиной, 8–9 мм шириной. Листовая пластинка сверху голая, снизу — слабо пушистая.
Цветки собраны в рыхлые многоцветковые кисти, которые вдвое длиннее листьев. Прицветники 3–5 мм длиной. Чашечка слабо опушенная, зубцы её в 2–3 раза длиннее трубочки. Венчик 12–15(17) мм длиной, бледно-розовый, с мало заметными тёмными тонкими жилками.
Боб 12–14 мм длиной, улиткообразный, по периферии опушенный, ячеистый. Может быть мохнато-волосистый, реже почти голый. Шипы по краям и на диске короткие, тонкие. Длина краевых ячеек больше ширины в полтора-два раза.

## Распространение и экология
Предкавказский географический тип. Эндемик Восточного Кавказа, основной ареал находится в Дагестане. Для флоры Ставропольского края этот вид не отмечался.
Места обитания вида — сухие песчаные склоны, в степях на низменности и в предгорьях. Размножение семенное.